# Rue Eva-Kotchever
Rue Eva-Kotchever je ulice v Paříži. Nachází se v 18. obvodu.

## Poloha
Ulice vede od křižovatky s Rue Pierre-Mauroy a končí na křižovatce s Rue des Cheminots.

## Historie
Ulice nesla původně provizorní označení voie CW/18 v rámci obytné a komerční čtvrti Chapelle international vznikající na pozemcích společnosti SNCF. Dne 5. října 2019 byla z rozhodnutí pařížské rady a radnice 18. obvodu přejmenována. Ulice nese jméno americké feministky, původem polské židovky Evy Kotcheverové (1891–1943), která od roku 1926 žila v Paříži. V roce 1943 byla deportována do koncentračního tábora v Drancy a po převezení do Auschwitzu dne 17. prosince téhož roku zavražděna.
V ulici se vedle obytných a kancelářských budov nachází též škola a jesle pojmenované též po Evě Kotcheverové.
Ve stejný den byly pojmenovány i okolní ulice Allée Lydia-Becker, Allée Léon Bronchart, Rue de la Concertation, Rue du Fret a Rue Mado Maurin.

## Zajímavé objekty v okolí
- Chapelle international
- Parc Chapelle-Charbon – plánovaný park na místě železniční tratě Petite Ceinture